# إدارة النزاهة
استشارات إدارة النزاهة، هي قطاع استشاري ناشئ يقدم المشورة للأفراد والشركات حول كيفية تطبيق أعلى المعايير الأخلاقية في كل جانب من جوانب أعمالهم. النزاهة داخل المؤسسة هي نهج شامل يتخذ قرارات حكيمة وأخلاقية ليس فقط فيما يتعلق بالتمويل ولكن أيضًا في المجالات الأخرى، والتي تشمل العمليات والتسويق والموارد البشرية وكذلك التصنيع من خلال الالتزام بأعلى معايير جودة المنتج، والانفتاح والتواصل الواضح والشفافية في جميع العمليات وكذلك العلاقات.

## جوهر إدارة النزاهة
يكمن جوهر إدارة النزاهة في الاعتقاد بأن لدى الشركات مصلحة قوية، فضلًا عن مسؤوليتها للعمل بنزاهة في جميع الأوقات. نشأ هذا المجال استجابة لما يلي:
(أ) الإدراك المتزايد بأن الشركات من المرجح أن تنجح عندما تتصرف بنزاهة.
(ب) زيادة وعي مديري الشركات بالحاجة إلى التماس مشورة الخبراء لمساعدتهم على مواءمة المعايير الأخلاقية العالية وإدماجها مع استراتيجية العمل ودمجها في جميع الوظائف التشغيلية.
في السنوات الأخيرة أصبح عامة الناس أكثر وعيًا وأكثر اهتمامًا بأخلاقيات العمل في الداخل وفي البلدان النامية. ونتيجة لذلك، تمت دعوة الحكومات إلى إصدار التشريعات، ودُعيت قادة الأعمال إلى الابتكار، لضمان وضع المعايير الأخلاقية العالية في قلب الأعمال والصناعة. كانت هناك العديد من اللوائح وتدابير الامتثال الأخلاقية لمراقبة الأداء المالي للمنظمة. لإستكمال هذه اللوائح ولتقديم نظرة أخلاقية كاملة الأبعاد للمؤسسة من الداخل، تتبنى الشركات نماذج مختلفة مثل ستة سيجما وبطاقة الأداء المتوازن وخلاصة القول الثلاثية.
يهدف مجال استشارات إدارة النزاهة إلى معالجة:
1. مطالبة الشركات بالإستجابة للوعي المتزايد بسوء السلوك الأخلاقي وما ينتج عن ذلك من توقعات للشفافية والمساءلة.
2. إشتراط امتثال الشركات لإطار قانوني أكثر صرامة وتجنب الملاحقة القضائية على السلوك غير الأخلاقي.
3. رغبة المدراء التنفيذيين في جعل مؤسساتهم رائدة في تنمية مسؤولة ومستدامة.

## زيادة الوعي العام والتوقعات
يعني الاهتمام الإعلامي الذي يتم توجيهه إلى الثغرات الأخلاقية أن الشركات تتحمل بشكل متزايد المسؤولية عن السلوك غير الأخلاقي بما في ذلك الفساد وقضايا العمل وظروف العمل السيئة في عملياتها الخاصة في تلك الشركات التابعة لها، وكذلك عن تصرفات المقاولين من الباطن الذين يتصرفون نيابة عنها. كان أحد الأمثلة المبكرة على بدء الطلب على المسؤولية في أوائل التسعينيات عندما تضررت سمعة شركة أحذية كبرى بشدة، وانخفضت قيمة العلامة التجارية، وتعرضت الشركة لمقاطعة المستهلكين بعد اكتشاف معايير العمل الرديئة للمورد. وجد مراقبو عمالة الأطفال أطفالًا لا تتجاوز أعمارهم 10 أعوام يعملون في شركة Nike يصنعون الأحذية والملابس وكرات القدم في باكستان وكمبوديا. 
كانت ظروف مكان العمل المروعة موجودة منذ قرون. ومع ذلك، فقد نشرت وسائل الإعلام الآن التجاوزات الأخلاقية على الملأ بسهولة. في الواقع، وفقًا لإحاطة من معهد أخلاقيات العمل، كانت هناك 25 قصة إعلامية في عام 2009 حول الثغرات الأخلاقية للشركات في الصناعات الاستخراجية وحدها. وشملت القضايا المبلغ عنها لهذا القطاع المسائل البيئية ومزاعم انتهاكات حقوق الإنسان في الأسواق الناشئة، فضلًا عن اتهامات لشركات النفط بإلقاء المواد السامة في غرب أفريقيا. سلط الإيجاز الضوء أيضًا على مقدار الاهتمام الإعلامي السلبي الذي أولي لقطاع التجزئة الأوسع في عام 2009. كشفت العديد من القصص عن ممارسات غير أخلاقية، مثل استغلال العمالة المستغلة للعمال، واتهمت بعض تجار التجزئة بتشكيل خطر على مجتمعات السكان الأصليين في إفريقيا.
يمكن أن يشمل تأثير هذا التعرض السلبي ما يلي:
- الإضرار بسمعة الشركة وانخفاض قيمة العلامة التجارية.

- انخفاض معنويات الموظف.

- مقاطعة المستهلك.

- فقدان الحصة السوقية.

- تصورات سلبية نيابة عن المستثمرين.

- الإجراءات القانونية.

- الغرامات وفي بعض الولايات القضائية أحكام بالسجن للمديرين.

وفقًا لمنظمة الشفافية الدولية (TI)، التي تحقق في فساد الأعمال في جميع أنحاء العالم والفساد كان اللوم جزئيًا على الأزمة الاقتصادية العالمية الأخيرة في 2007-2008. وشملت الشروط المذكورة ما يلي: ثغرات خطيرة في العناية الواجبة للشركات والحوكمة والنزاهة، ضعف الشفافية والمساءلة وعدم كفاية أنظمة النزاهة المؤسسية، أدى الركود العالمي إلى زيادة مطالبة الجمهور للشركات بالتصرف بمسؤولية.

## متطلبات قانونية أكثر صرامة
سهّلت الأطر القانونية الأكثر صرامة محاكمة المخالفين، وتساعد المبادرات الدولية الجديدة البلدان على العمل بالتعاون لردع أخلاقيات العمل الرديئة.
إتفاقية منظمة التعاون الاقتصادي والتنمية لمكافحة الرشوة (إتفاقية منظمة التعاون والتنمية في الميدان الاقتصادي بشأن مكافحة رشوة الموظفين العموميين الأجانب في المعاملات التجارية الدولية) هي إتفاقية لمنظمة التعاون الاقتصادي والتنمية، صادقت عليها 41 دولة وتهدف إلى الحد من الفساد في البلدان النامية من خلال تشجيع العقوبات ضد الرشوة في المعاملات التجارية الدولية التي تنفذها الشركات الموجودة في الدول الأعضاء. يتعين على الدول التي وقعت على الإتفاقية أن تضع تشريعات تجرم فعل رشوة موظف عمومي أجنبي. الكثير من التشريعات التي أقرتها الدول الأعضاء لها امتداد دولي.
أحد الأمثلة على ذلك هو قانون الرشوة لعام 2010 الذي تم سنه ليصبح قانونًا في 8 أبريل ويحدد ثلاث جرائم جنائية منفصلة: عرض الرشوة أو دفعها، طلب رشوة أو تلقيها، رشوة موظف عمومي أجنبي. (جريمة محددة مطلوبة للإمتثال لإتفاقية منظمة التعاون والتنمية في الميدان الاقتصادي المذكورة أعلاه) وجريمة مؤسسية جديدة تتمثل في عدم منع الرشوة نيابة عنها. ينطبق القانون على الشركات البريطانية، والشراكات، والمواطنين، والأفراد المقيمين عادة في المملكة المتحدة، بغض النظر عن مكان حدوث القانون ذي الصلة. كما تنطبق أيضًا على المواطنين والشركات والشراكات غير البريطانية في حالة حدوث فعل أو إغفال يشكل جزءًا من الجريمة داخل المملكة المتحدة.
قانون الممارسات الأجنبية الفاسدة لعام 1977 (FCPA) (15 U.S.C، § 78dd-1، et seq.) هو قانون فيدرالي أمريكي له امتداد دولي ويستهدف أيضًا السلوك غير الأخلاقي. يُعرف القانون في المقام الأول بإثنين من أحكامه الرئيسية: أحدهما يتناول متطلبات الشفافية المحاسبية بموجب قانون الأوراق المالية لعام 1934 (SEC)؛ وأخرى تتعلق برشوة المسؤولين الأجانب. ينطبق قانون الممارسات الأجنبية الفاسدة على الأفراد والشركات الذين لديهم أوراق مالية مسجلة في الولايات المتحدة أو مكان عمل رئيسي في الولايات المتحدة. في حين أن هذا القانون موجود منذ بعض الوقت، فقد عززت لجنة الأوراق المالية والبورصات ووزارة العدل مؤخرًا جهود الإنفاذ.
من الأمثلة المعروفة على شركة تمت مقاضاتها بموجب قانون الممارسات الأجنبية الفاسدة، شركة صناعة السيارات الألمانية دايملر، التي وافقت على دفع 185 مليون دولار أمريكي كغرامات للحكومة الأمريكية على الرشاوى المزعومة المدفوعة لتأمين العقود في الخارج. كما وافقت شركة BAE Systems PLC، وهي شركة دفاعية مقرها المملكة المتحدة، على دفع غرامة قدرها 400 مليون دولار أمريكي في إجراءات إنفاذ القانون المتعلقة بقانون مكافحة الممارسات الأجنبية الفاسدة. وهناك أمثلة أخرى عديدة. منذ حوالي 40 عامًا حتى الآن يعد قانون الممارسات الأجنبية الفاسدة أداة قوية جدًا في أيدي وزارة العدل الأمريكية وهيئة الأوراق المالية والبورصات الأمريكية والتي يستخدمونها كسلاح لاسترداد مليارات الدولارات من الشركات الأجنبية في جميع أنحاء العالم التي لا تتمتع السلطات الأمريكية بسلطة قضائية بشأنها.
في الآونة الأخيرة، يحتوي قانون دود-فرانك لإصلاح وول ستريت وحماية المستهلك (المعروف أيضًا بإسم قانون الإصلاح المالي) الذي تم توقيعه في القانون الأمريكي من قبل الرئيس باراك أوباما في 21 يوليو 2010 على بند يتطلب تحديدًا الشركات التي تحتوي على منتجات تحتوي على حجر القصدير (خام القصدير) و (columbite-tantalite (coltan وwolframite و gold للإفصاح إلى لجنة الأوراق المالية والبورصات (SEC) عما إذا كانت المعادن مصدرها جمهورية الكونغو الديمقراطية أو البلدان المجاورة. سيتعين على الشركات أن توضح بالتفصيل الإجراءات التي اتخذتها لتجنب الحصول على المعادن من الجماعات المسلحة الكونغولية المسؤولة عن ارتكاب مذابح وغيرها من الفظائع. يتطلب مشروع القانون أيضًا أن يتم تدقيق جميع المعلومات التي يتم الكشف عنها بشكل مستقل.
يدعم هذا التشريع بعض الأسباب التي تجعل الشركات تأخذ النزاهة على محمل الجد وتطلب استشارات إدارة النزاهة. لقد أدرك العديد من قادة الشركات أن المتبنين الأوائل لأخلاقيات الشركات القوية سوف يزدهرون كما فعل أولئك الذين سارعوا إلى تبني الأجندة البيئية في السنوات الأخيرة. المستهلكون والمساهمون مستعدون بشكل متزايد للاعتراف بقيمة مسؤولية الشركات في الأعمال التجارية الدولية على نحو متزايد تتشابك المسؤولية والقيمة المستدامة.

## دور الاستشارات
ردًا على ذلك، تم إنشاء مجال إدارة النزاهة لمساعدة العملاء على إدارة الأعمال حتى في أكثر الأسواق تحديًا، دون المساس بأخلاقياتهم. بمساعدة مشورة الخبراء يمكن للشركات أن تتجاوز الالتزام بالقانون إلى إتباع نهج طوعي واستباقي لضمان أن أنشطة الشركة تعزز التصرف بمسؤولية، مع الإنصاف والاستدامة والحساسية الثقافية في المجتمعات التي تعمل فيها. إنه مختلف تمامًا في هذا الصدد عن المجال الأكثر تفاعلًا لإدارة المخاطر، على الرغم من أن بعض شركات إدارة المخاطر حاولت تبني المخاطر الأخلاقية كمجال من مجالات التخصص. العديد من استشارات إدارة المخاطر هي ملحقات لشركات الأمن الخاصة. لذلك لا يقتنع بعض العملاء المحتملين بأنهم في وضع أفضل للمساعدة في مجال النزاهة والإدارة الأخلاقية لأن الشركات الأم تواجه تحديات تتعلق بسمعتها بنفسها.
تساعد الاستشارات المتخصصة في إدارة النزاهة قادة الأعمال ليس فقط على تجنب الممارسات التجارية التي تمثل خطرًا على الصناعة أو الاقتصاد، ولكنها تساعد أيضًا في وضع مثل هذه الممارسات تحت المراقبة حتى يمكن الوصول إليها بسرعة.
تجمع ممارسة استشارات إدارة النزاهة بين العديد من التخصصات بما في ذلك منهجيات أكتساب المعرفة الراسخة وممارسات العلاقات العامة وتقنيات إدارة مخاطر الأعمال والمسؤولية الاجتماعية للشركات (CSR) ووظائف الإمتثال واكتشاف التهديدات الداخلية والخبرة المالية لمساعدة العملاء على إتخاذ قرارات أعمال مسؤولة وأخلاقية.
تقدم استشارات إدارة النزاهة خدمات مثل:
- تحديد التهديدات المحتملة على السمعة والأخلاق للعملاء.
- وضع توصيات عملية للتخفيف من هذه التهديدات.
- تقديم توصيات وتنفيذ العناية الواجبة لموردي الخدمات المحترفين المحليين.
- تقديم المشورة بشأن الوصول إلى مجموعة محلية من المواهب ومعالجة الاعتبارات الثقافية لبناء قوة عاملة محلية فعالة.
- إجراء تحقيقات مفصلة حول الشركاء المحليين والموظفين الرئيسيين المقترحين.
- إعداد مراجعات احتياجات المجتمع لتحسين استهداف برامج المسؤولية الاجتماعية للشركات.
- إدارة التدريب على مكافحة الفساد ومكافحته.

يقدم العديد أيضًا عمليات تدقيق للأخلاقيات العامة حتى تتمكن الشركات من الحصول على التحقق المستقل لإثبات المستوى العالي لأخلاقيات الشركة. بالطبع هذه ليست قائمة شاملة حيث أن كل شركة استشارية تقدم خدمات مختلفة.

## انظر ايضًا
- منظمة التعاون الاقتصادي والتنمية
- أخلاقيات الأعمال